# Мэннинг, Генри Эдуард
Генри Эдуард Мэннинг (англ. Henry Edward Manning; 15 июля 1808, Тоттридж, Англия, Соединённое королевство Великобритании и Ирландии — 14 января 1892, Лондон, Соединённое королевство Великобритании и Ирландии) — английский кардинал, бывший с 1833 года англиканским священником и перешедший в католичество в 1851 году. Архиепископ Вестминстера с 15 мая 1865 по 14 января 1892. Кардинал-священник с 15 марта 1875, с титулом церкви Санти-Андреа-э-Грегорио-Маньо-аль-Челио с 31 марта 1875 до своей смерти в 1892 году.

## Ранняя жизнь
Родился в доме своего деда в Коппед-Холле, Тоттеридж, Хартфордшир. Был третьим и младшим сыном Уильяма Мэннинга, политика и купца, торговавшего в британских колониях в Вест-Индии, работавшего управляющим и (в 1812—1813 годах) директором Банка Англии, а также депутата парламента от партии тори на протяжении 30 лет, избиравшегося последовательно Плимптона, Лимингтона, Эвешама и Пенрина. Мать Мэннинга, Мэри (ум. 1847), дочь Генри Лероя Хантера из Бич-Хилл и сестра баронета Клавдия Стивена Хантера, предположительно имела французское происхождение.
Мэннинг провёл большую часть своего детства в Кумб-Бэнк, Сандридж, Кент, где его приятелями были Чарльз Уордсворт и Кристофер Уордсворт, в будущем епископы Сент-Эндрюса и Линкольна соответственно. Образование получил в школе Хэрроу (1822—1827) в период руководства этим учреждением Джорджа Батлера, но не получил никаких отличий, за исключением игры за команду по крикету на протяжении двух лет. Тем не менее это не стало препятствием для его академической карьеры.
Мэннинг поступил в Баллиол-колледж Оксфорда в 1827 году, вскоре отметившись как участник дебатов на встречах Оксфордского клуба, в котором Уильям Эварт Гладстон сменил его на посту председателя в 1830 году. К тому времени у Мэннинга возникли амбиции к началу политической карьеры, но его отец столкнулся с серьёзными финансовыми проблемами в бизнесе, поэтому, окончив колледж с отличием первого класса в 1830 году, он спустя год, при посредничестве Фредерика Робинсона, 1-го виконта Годрика, получил нештатный пост в Министерстве по делам колоний.
Мэннинг подал в отставку с этой должности в 1832 году, поскольку его устремления повернулись в сторону от чиновничьей карьеры под влиянием Евангелия, имевшего большое значение на всю его дальнейшую жизнь.

## Англиканское служение
Возвратившись в Оксфорд в 1832 году, Мэннинг был избран сотрудником Мертон-колледжа и был рукоположён в дьяконы Церкви Англии. В январе 1833 года стал кюретом (вторым священником прихода) при Джоне Сардженте, ректоре Левингтона и Грэффхэма, Западный Суссекс. В мае 1833 года, после смерти Сарджента, сменил его на посту ректора по протекции матери Сарджента.
Мэннинг женился на Кэролайн, дочери Сарджента, 7 ноября 1833 года; церемония проводилась свояком невесты, Сэмюэлом Уилберфорсом, впоследствии епископом Оксфорда и Винчестера. Брак Мэннинга длился недолго: его молодая и красивая супруга происходила из семьи, многие члены которой страдали туберкулёзом, и скончалась бездетной (24 июля 1837 года). Предположительно эта ранняя утрата стала причиной принятия им суровых идей Оксфордского движения; хотя он никогда не признавался последователем Джона Ньюмена, именно с влиянием последнего связано то, что с момента смерти жены богословские взгляды Мэннинга всё больше приближались к идеям Высокой Церкви, и его напечатанная проповедь «Правление веры» стала публичным сообщением о его союзе с трактарианцами (другое название Оксфордского движения).
С 1838 года он начал играть главную роль в движении церковного образования, усилиями которого по всей стране создавались советы епархий; написал открытое письмо епископу с критикой недавно назначенной церковной комиссии. В декабре того же года совершил своей первый визит в Рим и вместе с Гладстоном посетил Николаса Уайзмена.
В январе 1841 года Филипп Шаттлворт, епископ Чичестерский, назначил Мэннинга архидьяконом Чичестера, после чего тот начал личный осмотр недвижимости, принадлежащей каждому приходу в его районе, занимаясь этим до 1843 года. В 1842 году опубликовал трактат «О единстве церкви» и, благодаря своей репутации серьёзного и красноречивого проповедника, уже укрепившейся к тому времени, стал время от времени вызываться для занятия кафедры, которую Ньюман, викарий Святой Марии, на тот момент только что перестал занимать.
В период с 1842 по 1850 годы появилось четыре тома проповедей Мэннинга, достигших к 1850 году соответственно семи, четырёх, трёх и двух изданий, однако впоследствии они не переиздавались. В 1844 году художником Джорджем Ричмондом был написан его портрет, в том же году Мэннинг издал выпуск своих университетских проповедей, исключив одну из них (на тему Порохового заговора). Эта проповедь вызвала раздражение Ньюмена и некоторых его влиятельных последователей, и данный факт доказывает, что Мэннинг на тот момент был ещё верен Церкви Англии.
На момент начала Ньюменовской сецессии в 1845 году Мэннинг занимал ответственный пост, являясь одним из руководителей Церкви Англии наряду с Эдвардом Пьюзи, Джоном Киблом и Мэрриотом, хотя в те времена его деятельность была тесно связана с Гладстоном и Джеймсом Хоупом-Скоттом.

## Переход в католицизм и дальнейшее служение

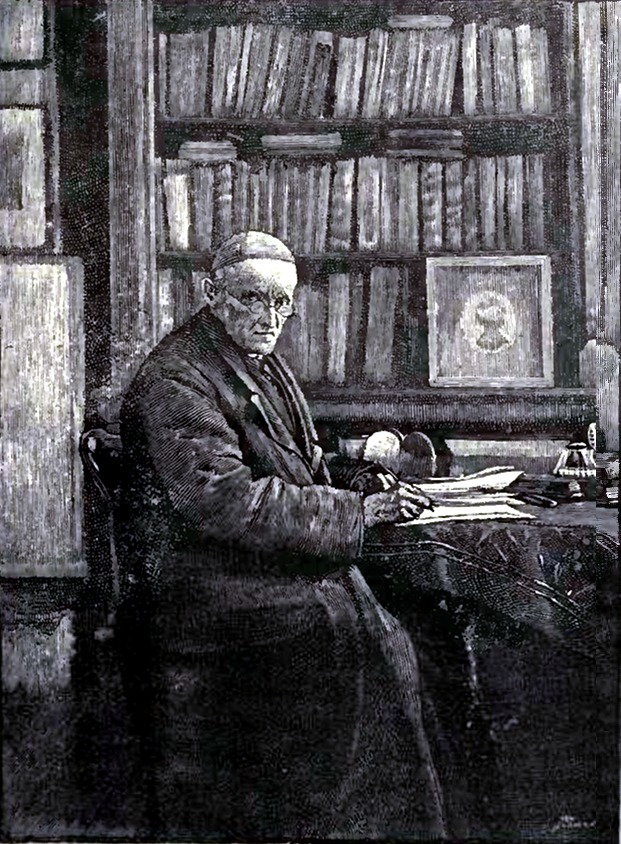
Мэннинг в возрасте 83 лет

Мэннинг отошёл от англиканства в 1850 году, когда Тайный совет фактически приказал Церкви Англии рукоположить богослова Горхэма, отрицавшего, что таинство крещения обязательно автоматически означает небесное спасение, что было воспринято многими англиканскими священниками как ересь, а позиция Тайного совета — как прямое вмешательство государства в церковные дела. В июле 1850 года Мэннинг обратился с открытым письмом к своему епископу, в августе того же года подал в отставку. Осенью 1850 года заявил о своей приверженности католицизму, 6 апреля 1851 года перешёл в католичество и был сразу же принят в общение кардиналом Уайзманом, который 14 июня 1851 года, спустя десять недель после перехода, рукоположил его в сан священника; впоследствии Мэннинг стал его правой рукой. Благодаря своим способностям и известности Мэннинг быстро поднялся по карьерной лестнице: в частности, в 1860 году прочёл курс лекций о светской власти папы, получив за это назначение внутренним прелатом и право именоваться «его преосвященство», а в 1865 году стал архиепископом Вестминстерским, то есть главой католической церкви в Англии.
Среди его наиболее значимых достижений на этом посту были приобретение земли для возведения Вестминстерского собора и значительное и дорогостоящее расширение системы католического образования, в том числе основание недолго существовавшего католического университетского колледжа в Кенсингтоне и создание епархиальных семинарий. 
В 1873 году председательствовал в церковном синоде Вестминстера. 
15 марта 1875 года Мэннинг стал кардинал-священником, получив 31 марта титул церкви Санти-Андреа-э-Грегорио-Маньо-аль-Челио и право на именование «его высокопреосвященство». 
В 1878 году участвовал в конклаве, избравшем папу Льва XIII.
Мэннинг был одной из самых влиятельных фигур в католической церкви своего времени, был доверенным лицом пап Льва XIII и Пия IX. Был известен как ревностный сторонник теории о непогрешимости папы, придерживался идей ультрамонтанства, за что часто подвергался критике. 
Занимался различной социальной работой, получившей положительную оценку современников, и отстаиванием прав рабочих, из-за чего своими противниками даже иногда именовался социалистом; входил в состав королевских комиссий по вопросам рабочего класса (1884) и начального образования (1886). 
В 1889 году сыграл важную роль в переговорах во время Лондонской забастовки докеров. 
Умер 14 января 1892 года. Был похоронен на римско-католическом кладбище Святой Марии в Кенсал-Грин; в 1907 году его останки были перезахоронены в Вестминстерском соборе.